# 焼津市文化センター
焼津市文化センター（やいづしぶんかセンター、英語：Yaizu Cultural Center）は、静岡県焼津市三ケ名にある施設。焼津文化会館や焼津市立焼津図書館、焼津市歴史民俗資料館、焼津小泉八雲記念館、喫茶店を複合している。また、清見田公園が隣接している。
市立総合病院跡地に1983年10月着工し、1985年6月28日に開館した。
2007年6月27日には、小泉八雲記念館が開館した。

## 焼津文化会館
公益財団法人焼津市振興公社が管理・運営している。一般社団法人日本音響家協会によって「優良ホール100選」に認定されている。

### 施設

#### 大ホール
1,310人が収容可能。舞台は間口18m、奥行16m、高さ8m。可動プロセニアム・アーチとオーケストラピットを備えている。

#### 小ホール
可動プロセニアム・アーチと可動椅子、可変な舞台をもち、コンサートや展示室、アリーナなど、多目的に利用されている。600人が収容可能。舞台は間口12.4m、奥行7.9m、高さ7.28m。ホール土間面積は、最大で530m2。

#### 諸室
- 展示室 - 1階。186m2[6]。
- 会議室 - 3階。それぞれ60人収容可能な会議室が2室あり、間の仕切りを外して使用することもできる。
- 和室 - 3階。27畳の和室が2部屋と36畳の和室、4.5畳の茶室がある。
- 練習室 - 3階。第1練習室は161m2で、第2練習室は46m2。第1練習室にはヤマハのアップライトピアノU3Hがある。
- リハーサル室 - 2階。93m2で、36人が収容可能。カワイのアップライトNS-25がある。

#### テナント
2Fにカフェ「indigo（インディゴ）」がある。季節の素材をふんだんに取り入れたケーキ・焼き菓子を提供している。